# Díaz (municipalité)
Pour les articles homonymes, voir Diaz.
Díaz, parfois Antonio Díaz, est l'une des onze municipalités de l'État de Nueva Esparta au Venezuela, située sur l'île de Margarita. Son chef-lieu est San Juan Bautista. En 2011, la population s'élève à 71 466 habitants.

## Situation
La municipalité de Díaz se situe dans la vallée du même nom, au centre de l'île de Margarita, à 100 mètres au-dessus du niveau de la mer.

## Géographie

Carte des villes, villages et voies routières principales de la municipalité

### Subdivisions
La municipalité possède une seule paroisse civile et une parroquia capital, traduite ici par « capitale » (en italiques et suivie d'une astérisque) avec, chacune à sa tête, une capitale (entre parenthèses) :
- Capitale Díaz * (San Juan Bautista) ;
- Zabala (La Guardia).

La municipalité possède de nombreux villages : Boquerón, El Macho, El Tuey, Agua de Vaca, Guatacaral, Las Barrancas, El Espinal, El Dátil, Las Guevaras, El Yaque, Carapacho, Cotoperiz, Cruz del Pastel Sur, Los Fermines, Punta Cují et Fuentidueño.

### Relief
Une partie des monts El Copey (Cerro El Copey, en espagnol) et du parc national Cerro El Copey - Jóvito Villalba se trouvent sur le territoire municipal comme le plus haut sommet de l'île de Margarita, le mont San Juan (930 mètres). On trouve également un arc de monts parmi lesquels se trouvent l'Abismo, le Guaitoroco, le  Macho jusqu'au Purulú d'où part la vallée de San Juan où se situe le chef lieu San Juan Bautista.
Outre les massifs montagneux, la municipalité possède une large plaine côtière.

## Climat
Le climat est de type sec, caractérisé par une moyenne de température annuelle de plus de 26 degrés et une hygrométrie inférieure à 40 millimètres par an. De San Juan à Fuentidueño, le climat est de type semi-aride. À partir de 350 mètres d'altitude, le climat peut être de type semi-aride froid, nommant sur le mont San Juan où la moyenne de température annuelle varie entre 18 et 22 degrés.

## Faune et flore

### Faune
Une étude réalisée sur l'île de Margarita indique qu'on y trouve 42 espèces de mammifères, 158 espèces d'oiseaux représentant onze ordres et 36 espèces de reptiles.
- Mammifères : lapin de Margarita, écureuil, cerf de Margarita, moufette, opossum et tatou.
- Oiseaux : Icterus icterus, Crypturellus erythropus (notamment la sous-espèce Crypturellus erythropus margaritae).
- Reptiles : plusieurs espèces de lézards et iguanes.

## Population et société

### Démographie
| Année | Population |
| ----- | ---------- |
| 1936  | 19 562     |
| 1941  | 16 821     |
| 1950  | 18 473     |
| 1961  | 21 518     |
| 1971  | 27 985     |
| 1981  | 16 191     |
| 1990  | 25 123     |
| 2001  | 47 257     |